# Euptilopareia erucicola
Euptilopareia erucicola là một loài ruồi trong họ Tachinidae.